# آذر علیف
آذر علیف (روسی: Азер Илгар оглы Алиев؛ زادهٔ ۱۲ مهٔ ۱۹۹۴) بازیکن فوتبال اهل روسیه است. 
از باشگاه‌هایی که در آن بازی کرده‌است می‌توان به باشگاه فوتبال ینی‌سئی کراسنویارسک اشاره کرد.